# Raorchestes parvulus
Raorchestes parvulus é uma espécie de anfíbio da família Rhacophoridae.
Pode ser encontrada nos seguintes países: Camboja, Myanmar, Tailândia, Vietname e possivelmente em Laos.
Os seus habitats naturais são: florestas subtropicais ou tropicais húmidas de baixa altitude, regiões subtropicais ou tropicais húmidas de alta altitude, matagal húmido tropical ou subtropical, pântanos, jardins rurais e florestas secundárias altamente degradadas.